# Varanus flavescens
Varanus flavescens là một loài thằn lằn trong họ Varanidae. Loài này được Hardwicke & Gray mô tả khoa học lần đầu tiên vào năm 1827.
Loài này phân bố ở vùng đồng bằng ngập lũ của sông Indus, Ganges và Brahmaputra ở Ấn Độ, Pakistan, Nepal và Bangladesh.

## Hình ảnh

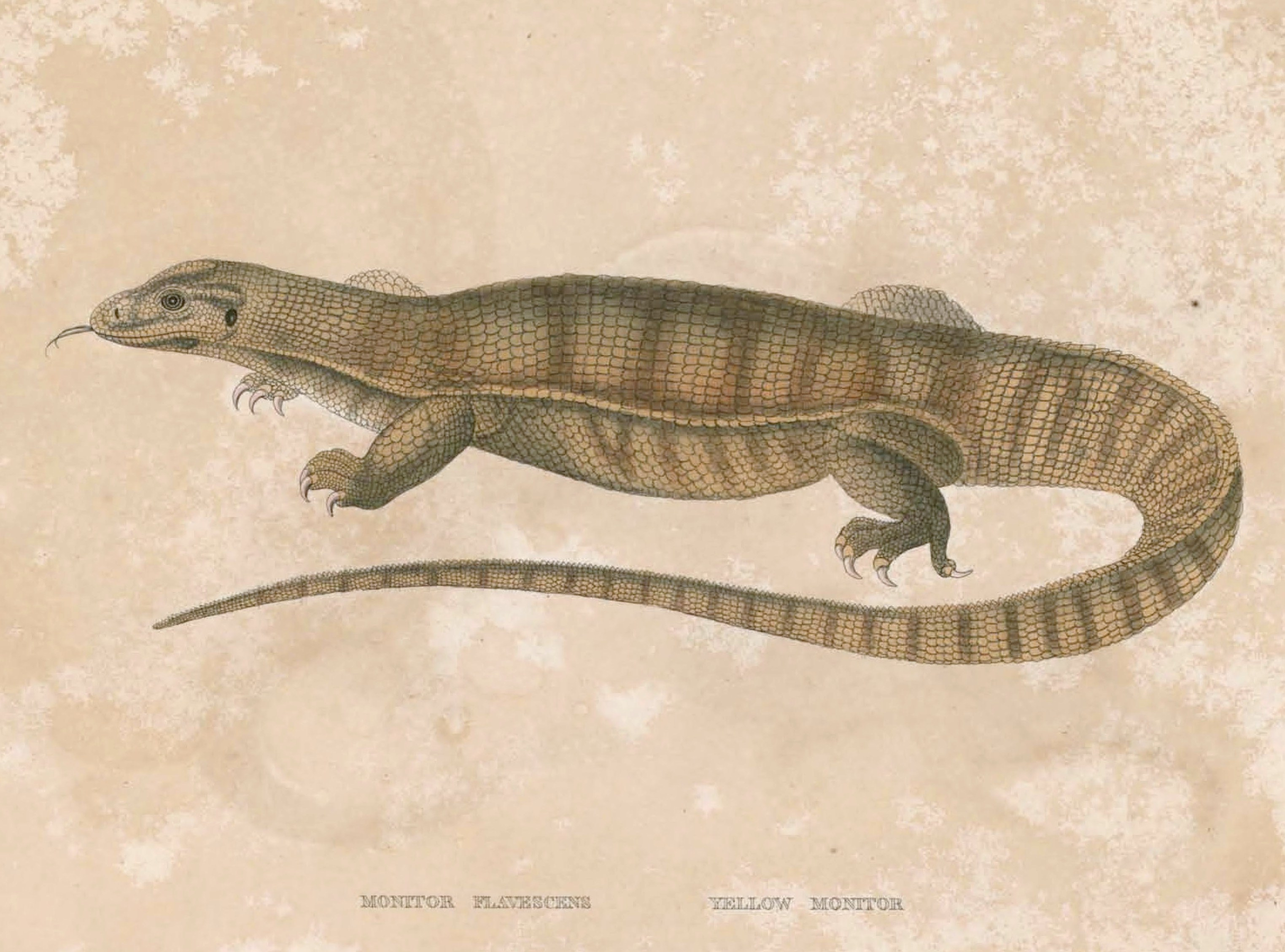